# آرمسترانگ ویتورث استارلینگ
آرمسترانگ ویتورث استارلینگ (به انگلیسی: Armstrong Whitworth Starling) یک هواگرد ساختِ کارخانهٔ آرمسترانگ ویتورث ایرکرفت در کشور بریتانیا است. این هواگرد برای نخستین بار در ۱۲ مه ۱۹۲۷ میلادی مورد استفاده قرار گرفت.